# Rocchetta Tanaro
Rocchetta Tanaro – miejscowość i gmina we Włoszech, w regionie Piemont, w prowincji Asti.
Według danych na styczeń 2009 gminę zamieszkiwały 1482 osoby przy gęstości zaludnienia 92,4 os./1 km².